# Agbangnizoun
Agbangnizoun es una comuna beninesa perteneciente al departamento de Zou.
En 2013 tenía 72 549 habitantes, de los cuales 11 237 vivían en el arrondissement de Agbangnizoun.
Se ubica en la periferia meridional de Abomey.

## Subdivisiones
Comprende los siguientes arrondissements:
- Adahondjigon
- Adingningon
- Agbangnizoun
- Kinta
- Kpota
- Lissazounmè
- Sahé
- Siwé
- Tanvé
- Zoungoudo